# Flash Gordon alla conquista di Marte
Flash Gordon alla conquista di Marte (Flash Gordon's Trip to Mars) è un serial cinematografico in 15 episodi del 1938 diretto da Ford Beebe e Ray Taylor. Prodotto dalla Universal, è basato sulla striscia a fumetti Flash Gordon ideata da Alex Raymond.

## Distribuzione
Il serial era costituito da 15 episodi di circa 20 minuti l'uno, ognuno dei quali veniva proiettato a una settimana l'uno dall'altro.